# CeCe Drake
CeCe Drake (Originalmente Charles DiLaurentis o Charlotte DiLaurentis) es un personaje ficticio en la adaptación para televisión de la saga de libros Pretty Little Liars, y es interpretada por Vanessa Ray.
Fue un personaje introducido en la tercera temporada como un personaje recurrente, finalmente en el episodio 6x10 se revela que CeCe Drake en realidad es Charles DiLaurentis, más conocida como Charlotte DiLaurentis y la antagonista de la serie, 'Big A'.

## Historia

### Como Charles DiLaurentis
En el episodio "Welcome To The Dollhouse" de la quinta temporada, Spencer resuelve el anagrama que estaba en la sala de estar. El anagrama "Chandelier's rituals, Sister launched lair, a ruler's list chained" formaba la palabra "Charles DiLaurentis".
En el episodio "Game Over, Charles" de la sexta temporada se revela que ella es Charles y Big "A". Charles DiLaurentis era el hermano mayor de Alison y Jason. Cuando Alison era bebé, Charles le da un baño porque estaba llorando, mientras abre la bañera, Charles la deja sobre la misma y el agua empieza a aumentar, poniendo a Alison en peligro. Llega Kenneth, el padre de los tres niños, y ve que Alison estaba a punto de morir ahogada, por lo que él y Jessica, su madre, deciden llevarle al médico y le diagnostican una enfermedad mental. Finalmente lo internan en Psiquiátrico de Rosewood, Radley, donde conoce a una chica llamada Bethany Young, con la cual se llevaba muy bien. Jessica DiLaurentis visitaba a Charles casi todos los días, a escondidas de Kenneth, debido a que él no dejaba que viera a su hijo. En el transcurso de los años, Charles piensa en cambiar su sexo.

### Como Charlotte DiLaurentis
A los 16 años, Charles le confiesa a su madre que quiere cambiar de sexo y Jessica paga una costosa operación para que cambie de sexo, también se cambia de nombre de "Charles" a "Charlotte". Un día, Jessica lleva a Charlotte al patio trasero de la tía Carol a "enterrar" su identidad como "Charles" ya que Jessica le había dicho a Kenneth que Charles había muerto.
Charles fue testigo del asesinato de Marion Cavanough (la madre de Toby) por parte de Bethany Young, aunque la policía le incriminó a él de lo sucedido, por lo que Jessica DiLaurentis pagó a Wilden para que dijera que fue un suicidio.
Tiempo después, liberan a Charlotte de Radley para que termine la universidad. Esta, hace una estrategia para poder acercarse a Jason y Alison fingiendo ser "CeCe Drake". Alison y CeCe vivieron unas alocadas vacaciones en Cape May junto con el resto de la familia DiLaurentis. En esas vacaciones, CeCe y Jason tuvieron un romance secreto. Cuando Alison estando ebria tira por las escaleras a una compañera de CeCe en una fiesta, la expulsan de la universidad y CeCe se venga por ello convirtiéndose en "A". La noche en que Alison desapareció, CeCe fue quien le tiró la piedra en la cabeza a Alison creyendo que era Bethany. Mona golpea con una pala a Bethany creyendo que era Alison y la entierra viva Melissa. Poco tiempo después de ser revelada como "A", es internada en una institución mental. Cinco años después es asesinada. En el capítulo final de la sexta temporada (Hush, Hush Sweet Liars) se revela que no es hermana de Alison y Jason, sino que es su prima, siendo Alison y Jason hijos de Jessica DiLaurentis y Charlotte de Mary Drake (gemela de Jessica).

### Como CeCe Drake
La primera aparición de CeCe fue en el episodio de la tercera temporada "Crazy", donde revela que ella y Alison se conocieron en unas vacaciones en Cape May, en la cual, creyó que Alison estaba embarazada de Wilden. CeCe era la novia de Jason durante las vacaciones en Cape May. CeCe afirma que esas vacaciones fueron bastantes "intensas" pero divertidas por el hecho de que compartía momentos con Alison. En el episodio de la cuarta temporada "Now You See Me, Now You Don't" se descubre que ella era una de las Red Coats. Más adelante, se revela que ella estaba ayudando a Alison a sacar a Emily de la caja en ese mismo episodio y distraer a "A".